# Aganang
Aganang – gmina w Republice Południowej Afryki, w prowincji Limpopo, w dystrykcie Capricorn. Siedzibą administracyjną gminy jest Koloti.